# Матч звёзд КХЛ 2022
13-й матч всех звёзд Континентальной хоккейной лиги прошел 10-11 декабря 2022 года в городе Челябинск, на домашнем стадионе ХК Трактор Ледовая арена «Трактор». Матч звёзд прошел в Челябинске во второй раз.

## Формат
Матч звёзд проходит в формате мини-турнира 3 на 3. Играют 4 дивизиона: Харламова, Боброва, Тарасова и Чернышева. На полуфинальной стадии турнира встречаются два дивизиона. Победители каждого матча встречаются в финале для определения победителя турнира. Проигравшие команды встречаются в матче за 3-е место. Продолжительность каждого матча 20 минут. По истечении 10 минут каждого матча, команды меняются воротами. При ничейном счёте после 20 минут победитель определяется в серии буллитов без овертайма.

## Предшествующие события

### Голосование болельщиков
Голосование болельщиков по выбору вратаря, защитника и двух нападающих в команды «России», «Евразии», «Северной Америки» и «Скандинавии» продлилось с 8 ноября по 21 ноября. После чего свой выбор сделают представители СМИ, аккредитованные на сезон 2021/2022. Оставшиеся хоккеисты будут выбраны Лигой, каждая команда будет состоять из двух вратарей, девяти полевых игроков и двух тренеров. Окончательные составы команды Лига объявит за месяц до начала звездного уикэнда – 14 декабря 2021 года.
По итогам трёх этапов будут выбраны 44 игрока. Лучший игрок Кубка вызова МХЛ автоматически попадает в команду «Россия».

29 декабря КХЛ объявила о переносе Матча всех звёзд на 2022 год. Место проведения осталось без изменений
| Россия     | Россия | Россия         | Россия        |
| ---------- | ------ | -------------- | ------------- |
| Вратарь    |        |                |               |
| Голосов    | Страна | Имя            | Клуб          |
| 1393       | Россия | Дмитрий Шикин  | Автомобилист  |
| Защитники  |        |                |               |
| Голосов    | Страна | Имя            | Клуб          |
| 1744       | Россия | Григорий Панин | Салават Юлаев |
| Нападающие |        |                |               |
| Голосов    | Страна | Имя            | Клуб          |
| 2397       | Россия | Вадим Шипачев  | Динамо М      |
| 1354       | Россия | Иван Николишин | Амур          |

| Евразия    | Евразия   | Евразия         | Евразия   |
| ---------- | --------- | --------------- | --------- |
| Вратарь    |           |                 |           |
| Голосов    | Страна    | Имя             | Клуб      |
| 3777       | Беларусь  | Алексей Колосов | Динамо Мн |
| Защитники  |           |                 |           |
| Голосов    | Страна    | Имя             | Клуб      |
| 2544       | Латвия    | Янис Якс        | Сочи      |
| Нападающие |           |                 |           |
| Голосов    | Страна    | Имя             | Клуб      |
| 3146       | Беларусь  | Илья Усов       | Динамо Мн |
| 2927       | Казахстан | Никита Михайлис | Барыс     |

| Северная Америка | Северная Америка | Северная Америка | Северная Америка |
| ---------------- | ---------------- | ---------------- | ---------------- |
| Вратарь          |                  |                  |                  |
| Голосов          | Страна           | Имя              | Клуб             |
| 3262             | Канада           | Эдвард Паскуале  | Локомотив        |
| Защитники        |                  |                  |                  |
| Голосов          | Страна           | Имя              | Клуб             |
| 1540             | Канада           | Мэт Робинсон     | СКА              |
| Нападающие       |                  |                  |                  |
| Голосов          | Страна           | Имя              | Клуб             |
| 1670             | Канада           | Корбэн Найт      | Авангард         |
| 1287             | Канада           | Филипп Майе      | Металлург        |

| Скандинавия | Скандинавия | Скандинавия      | Скандинавия   |
| ----------- | ----------- | ---------------- | ------------- |
| Вратарь     |             |                  |               |
| Голосов     | Страна      | Имя              | Клуб          |
| 1632        | Финляндия   | Юха Метсола      | Салават Юлаев |
| Защитники   |             |                  |               |
| Голосов     | Страна      | Имя              | Клуб          |
| 1297        | Финляндия   | Оливер Каски     | Авангард      |
| Нападающие  |             |                  |               |
| Голосов     | Страна      | Имя              | Клуб          |
| 1866        | Финляндия   | Тему Хартикайнен | Салават Юлаев |
| 1617        | Финляндия   | Нико Оямяки      | Витязь        |

### Голосование СМИ
В пятницу, 26 ноября, завершилось голосование представителей СМИ. Были выбраны по 3 полевых игрока в каждую из команд.
| Россия     | Россия            | Россия   | Россия |
| ---------- | ----------------- | -------- | ------ |
| Нападающие |                   |          |        |
| Страна     | Имя               | Клуб     |        |
| Россия     | Никита Тертышный  | Трактор  |        |
| Россия     | Дмитрий Рашевский | Динамо М |        |
| Россия     | Андрей Кузьменко  | СКА      |        |

| Евразия    | Евразия      | Евразия | Евразия |
| ---------- | ------------ | ------- | ------- |
| Защитники  |              |         |         |
| Страна     | Имя          | Клуб    |         |
| Казахстан  | Даррен Диц   | Барыс   |         |
| Беларусь   | Ник Бэйлен   | Трактор |         |
| Нападающие |              |         |         |
| Страна     | Имя          | Клуб    |         |
| Чехия      | Лукаш Седлак | Трактор |         |

| Северная Америка          | Северная Америка | Северная Америка | Северная Америка |
| ------------------------- | ---------------- | ---------------- | ---------------- |
| Защитники                 |                  |                  |                  |
| Страна                    | Имя              | Клуб             |                  |
| Соединённые Штаты Америки | Стивен Кэмпфер   | Ак Барс          |                  |
| Нападающие                |                  |                  |                  |
| Страна                    | Имя              | Клуб             |                  |
| Соединённые Штаты Америки | Кенни Агостино   | Торпедо          |                  |
| Соединённые Штаты Америки | Брайан О'Нилл    | Йокерит          |                  |

| Скандинавия | Скандинавия    | Скандинавия | Скандинавия |
| ----------- | -------------- | ----------- | ----------- |
| Нападающие  |                |             |             |
| Страна      | Имя            | Клуб        |             |
| Финляндия   | Тему Пулккинен | Трактор     |             |
| Финляндия   | Йори Лехтеря   | Спартак     |             |
| Финляндия   | Марко Анттила  | Йокерит     |             |

### Выбор Лиги
| Россия    | Россия          | Россия  | Россия |
| --------- | --------------- | ------- | ------ |
| Вратарь   |                 |         |        |
| Страна    | Имя             | Клуб    |        |
| Россия    | Иван Федотов    | Трактор |        |
| Защитники |                 |         |        |
| Страна    | Имя             | Клуб    |        |
| Россия    | Сергей Телегин  | Трактор |        |
| Россия    | Альберт Яруллин | Трактор |        |

| Евразия    | Евразия               | Евразия    | Евразия |
| ---------- | --------------------- | ---------- | ------- |
| Вратарь    |                       |            |         |
| Страна     | Имя                   | Клуб       |         |
| Чехия      | Роман Вилл            | Трактор    |         |
| Защитники  |                       |            |         |
| Страна     | Имя                   | Клуб       |         |
| Чехия      | Лукаш Клок            | Нефтехимик |         |
| Нападающие |                       |            |         |
| Страна     | Имя                   | Клуб       |         |
| Швеция     | Лоуренс Пилут Трактор |            |         |
| Россия     | Евгений Кулик         | Трактор    |         |

| Северная Америка          | Северная Америка | Северная Америка  | Северная Америка |
| ------------------------- | ---------------- | ----------------- | ---------------- |
| Вратарь                   |                  |                   |                  |
| Страна                    | Имя              | Клуб              |                  |
| Соединённые Штаты Америки | Джереми Смит     | Куньлунь Ред Стар |                  |
| Защитники                 |                  |                   |                  |
| Страна                    | Имя              | Клуб              |                  |
| Канада                    | Тревор Мёрфи     | Сибирь            |                  |
| Нападающие                |                  |                   |                  |
| Страна                    | Имя              | Клуб              |                  |
| Канада                    | Даниэль Одетт    | Витязь            |                  |
| Канада                    | Брендэн Лайпсик  | Металлург         |                  |
| Соединённые Штаты Америки | Рид Буше         | Локомотив         |                  |

| Скандинавия | Скандинавия      | Скандинавия | Скандинавия |
| ----------- | ---------------- | ----------- | ----------- |
| Вратарь     |                  |             |             |
| Страна      | Имя              | Клуб        |             |
| Швеция      | Ларс Юханссон    | СКА         |             |
| Защитники   |                  |             |             |
| Страна      | Имя              | Клуб        |             |
| Швеция      | Робин Пресс      | Северсталь  |             |
| Швеция      | Теодор Леннстрём | Торпедо     |             |
| Нападающие  |                  |             |             |
| Страна      | Имя              | Клуб        |             |
| Дания       | Никлас Енсен     | Йокерит     |             |

## Составы команд
| Россия     | Россия             | Россия     | Россия |
| ---------- | ------------------ | ---------- | ------ |
| Вратарь    |                    |            |        |
| Страна     | Имя                | Клуб       |        |
| Россия     | Сергей Бобровский  | Флорида    |        |
| Россия     | Андрей Василевский | Тампа-бэй  |        |
| Защитники  |                    |            |        |
| Страна     | Имя                | Клуб       |        |
| Россия     | Михаил Сергачев    | Тампа-бэй  |        |
| Россия     | Дмитрий Куликов    | Нью Джерси |        |
| Россия     | Альберт Яруллин    | Трактор    |        |
| Нападающие |                    |            |        |
| Страна     | Имя                | Клуб       |        |
| Россия     | Кирилл Капризов    | Миннесота  |        |
| Россия     | Никита Кучеров     | Тампа-бэй  |        |
| Россия     | Никита Гусев       | СКА        |        |
| Россия     | Сергей Калинин     | Трактор    |        |
| Россия     | Антон Слепышев     | ЦСКА       |        |

| Евразия    | Евразия           | Евразия     | Евразия |
| ---------- | ----------------- | ----------- | ------- |
| Вратарь    |                   |             |         |
| Страна     | Имя               | Клуб        |         |
| Россия     | Иван Федотов      | ЦСКА        |         |
| Россия     | Василий Кошечкин  | Россия      |         |
| Защитники  |                   |             |         |
| Страна     | Имя               | Клуб        |         |
| Россия     | Вячеслав Войнов   | Динамо М    |         |
| Россия     | Никита Нестеров   | ЦСКА        |         |
| Россия     | Александр Никишин | Спартак     |         |
| Россия     | Антон Белов       | СКА         |         |
| Нападающие |                   |             |         |
| Страна     | Имя               | Клуб        |         |
| Россия     | Сергей Широков    | Спартак     |         |
| Россия     | Сергей Андронов   | ЦСКА        |         |
| Россия     | Антон Бурдасов    | СКА         |         |
| Чехия      | Лукаш Радил       | Динамо Рига |         |
| Россия     | Никита Гуслистов  | Северсталь  |         |

| Северная Америка | Северная Америка  | Северная Америка  | Северная Америка |
| ---------------- | ----------------- | ----------------- | ---------------- |
| Вратарь          |                   |                   |                  |
| Страна           | Имя               | Клуб              |                  |
| Россия           | Тимур Билялов     | Ак барс           |                  |
| Россия           | Александр Лазушин | Куньлунь Ред Стар |                  |
| Защитники        |                   |                   |                  |
| Страна           | Имя               | Клуб              |                  |
| Канада           | Максим Шалунов    | Локомотив         |                  |
| Россия           | Денис Голубев     | Сибирь            |                  |
| Россия           | Яков Рыков        | СКА               |                  |
| Нападающие       |                   |                   |                  |
| Страна           | Имя               | Клуб              |                  |
| Россия           | Александр Овечкин | Вашингтон         |                  |
| Россия           | Рушан Рафиков     | Локомотив         |                  |
| Россия           | Дамир Жафяров     | Торпедо           |                  |
| Россия           | Алексей Бывальцев | Трактор           |                  |
| Россия           | Владимир Ткачёв   | Трактор           |                  |
| Россия           | Егор Чинахов      | Коламбус          |                  |

| Скандинавия | Скандинавия        | Скандинавия   | Скандинавия |
| ----------- | ------------------ | ------------- | ----------- |
| Вратарь     |                    |               |             |
| Страна      | Имя                | Клуб          |             |
| Россия      | Александр Самонов  | СКА           |             |
| Россия      | Максим Третьяк     | хк Сочи       |             |
| Защитники   |                    |               |             |
| Страна      | Имя                | Клуб          |             |
| Россия      | Александр Елесин   | Калгари       |             |
| Россия      | Никита Гуслистов   | Северсталь    |             |
| Россия      | Дамир Жафяров      | Торпедо       |             |
| Нападающие  |                    |               |             |
| Страна      | Имя                | Клуб          |             |
| Россия      | Артём Минулин      | Металлург     |             |
| Россия      | Александр Сёмин    | Витязь        |             |
| Россия      | Артём Анисимов     | Локомотив     |             |
| Россия      | Григорий Панин     | Салават Юлаев |             |
| Россия      | Александр Хохлачёв | Спартак       |             |
| Россия      | Кирилл Марченко    | СКА           |             |

## Судьи
Главные судьи: Виктор Гашилов и Денис Наумов. 
Линейные судьи: Максим Берсенёв и Евгений Юдин.

## Капитаны
22 ноября были выбраны капитаны команд. Ими стали  Александр Никишин (дивизион Боброва), Никита Нестеров (дивизион Тарасова), Антон Бурдасов (дивизион Харламова), Сергей Толчинский (дивизион Чернышёва)

## Мастер-шоу
В этом году мастер-шоу было разбито на оба дня 10 и 11 декабря. В первый день состоялись конкурсы «Круг на скорость», «Эффектный буллит» , «Сила броска». Во второй «Надежная защита», «Точность броска», «Конкурс капитанов». В нём 4 дивизиона соревновались в различных дисциплинах.

### Круг на скорость
Участвуют по одному хоккеисту от каждой команды; участники определяются в соответствии с показателями максимально развитой скорости во время матчей чемпионата КХЛ.
Каждому участнику предоставляется одна попытка, хоккеист делает по площадке полный круг, стартуя на красной линии, и финишируя там же. Побеждает игрок, затративший наименьшее время.
Победителем стал Павел Порядин (Дивизион Халамова) с результатом 13.121 секунд.

### Эффектный буллит
Конкурс проводится в двух категориях: «хоккейное мастерство» и «шоу». Участвуют по одному вратарю от каждой команды, и по одному полевому игроку в категории «хоккейное мастерство»; количество игроков для исполнения буллита с элементами шоу не ограничено и утверждается организатором по итогу полученных заявок.
В первой категории хоккеисту даётся две попытки, чтобы реализовать буллит за счёт технических навыков; победителя выявляет спортивное жюри при помощи голосования. Игроки дивизиона Боброва исполняют броски в ворота дивизиона Тарасова, и наоборот; соответственно дивизион Харламова против дивизиона Чернышёва и наоборот.
Во второй категории хоккеисты выполняют по одной творческой попытке против вратаря своей же команды, при этом допускается использование предметов и навыков, не относящихся к хоккею. В этой категории победителя определяет голосование болельщиков.
Победу в категории Эффектный буллит одержал Джереми Бракко (дивизион Чернышёва).
Победу в категории шоу-буллит по итогам голосования болельщиков (30% голосов) одержал Николай Голдобин (дивизион Харламова).

### Сила броска
Участвуют по одному хоккеисту от каждой команды; участники определяются в соответствии с показателями максимально развитой скорости полёта шайбы во время матчей чемпионата КХЛ.
Каждому из участников предоставляется по две попытки, в зачёт идёт лучшая из них. Шайба располагается в восьми метрах от ворот, движение к ней игроки начинают из нейтральной зоны.
Победителем стал Мерфи Тревор (дивизион Чернышёва) с результатом 165 км/ч.

### Надёжная защита
Участвуют по два полевых игрока и одному вратарю от каждой команды. Все полевые игроки пробивает по одному буллиту каждому вратарю, за исключением своего. Вратари по очереди проводят по две серии из трёх буллитов, побеждает тот из них, которому удалось отразить наибольшее количество из шести попыток.
В случае равенства показателей проводится дополнительная серия, в которой участвуют только те полевые игроки, которые представляют команды соревнующихся вратарей. Принцип проведения тот же: вратари должны нейтрализовать максимальное количество попыток полевых игроков противоположной команды (команд).
Победителем стал Илья Проскуряков (Дивизион Халамова) взяв 6 бросков из 6.

### Точность броска
Участвуют по одному хоккеисту от каждой команды.
На расстоянии семи метров от ворот, в которых закреплены пять мишеней, расположены 15 шайб. Побеждает снайпер, поразивший все пять мишеней, затратив на это наименьшее количество шайб и времени.
Победителем стал Николай Голдобин (дивизион Харламова). Ему понадобилось 10 бросков и 12 секунд.

### Конкурс капитанов
Конкурс состоит из пяти этапов, каждый капитан выполняет все пять заданий подряд, и затраченное время будет служить дополнительным параметром определения победителя в случае равенства набранных очков. Для каждого этапа капитану предоставляется три попытки: в случае выполнения задания с первой он получает три очка, со второй — два, с третьей — одно, и за невыполнение задачи — ноль очков. Очки, набранные во всех пяти этапах, суммируются.
— Бросок по воротам с ходу. Задача — поразить ворота верхом.
— Точность передачи. Задача — поразить мини-ворота любой передачей.
— Точность передачи-2. Задача — поразить мини-ворота подкидкой через мини-бортик.
— Хоккейный биллиард. Задача — поразить ворота броском от дальней синей линии, рикошетом от борта.
— Хоккейный баскетбол. Задача — попасть шайбой навесом в корзину, установленную в площади ворот.
Победителем стал Александр Никишин (дивизион Боброва) набрав 10 очков из 15 возможных.